# Antoninos
Antoninos – grecki filozof neoplatoński z IV wieku. Syn filozofów Eustatiusza i Sozypatry.
Uciekając przed prześladowaniami pogan z rodzinnego Pergamonu, przybył w latach 60. IV wieku do Egiptu, gdzie w Kanopos koło Aleksandrii założył szkołę. Tam nauczał praktyk teurgicznych i sprawował obrzędy w miejscowej świątyni Serapisa. Silnie przywiązany do dawnej religii i filozofii greckiej, nawoływał do jej ratowania w obliczu rozprzestrzeniania się chrześcijaństwa. Dążąc do pełnego zjednoczenia z boskością prowadził ascetyczne życie i zachowywał celibat. Prawdopodobnie wprowadzał filozofkę Hypatię w praktyki teurgiczne.
Antoninos przepowiedział zniszczenie aleksandryjskiego Serapejonu i innych egipskich świątyń, zapowiadając zamianę ich w groby (czyli kościoły) oraz nadejście czasów bezkształtnej ciemności i mitycznej mroczności. Sam zmarł na kilka lat przed zniszczeniem świątyni Serapisa.